# Sangkae Pir
Sangkae Pir es una comuna (khum) del distrito de Chaeb, en la provincia de Preah Wijía, Camboya. En marzo de 2008 tenía una población estimada de 1438 habitantes.
Se encuentra ubicada al norte del país, a poca distancia al oeste del río Mekong y al sur de las fronteras con Laos y Tailandia.